# Церква Різдва Пресвятої Богородиці (Загірці)
Церква Різдва Пресвятої Богородиці в Загірцях — парафія і храм Лановецького благочиння Тернопільської єпархії Православної церкви України в селі Загірці Кременецького району Тернопільської области.
Оголошена пам'яткою архітектури місцевого значення (охоронний номер 1631).

## Історія церкви
За переказами, храм був збудований у 1871 році як капличка. У 1935–1937 роках до неї добудували притвор та освятили на свято Різдва Пресвятої Богородиці.
За радянських часів храм був діючим, але богослужіння проводили лише раз на місяць. У 1969 році під час реставрації іконостасу з'ясували його цінність. Біля храму є хрест, встановлений на подяку Богу за повернення батька з фронту.
У 2002 році розпочалася реставрація церкви ззовні. На храмове свято її освятив єпископ Тернопільський і Кременецький Іов. За розбудову УПЦ КП владика нагородив священника Івана Джиджору наперсним хрестом.
Протягом 2004–2005 років придбали нове церковне начиння. У 2009–2010 роках відреставрували ікони та іконостас. За проханням настоятеля, архієпископ Іов освятив храм всередині та рукоположив Івана Джиджору в сан протоієрея.

## Парохи
- о. Георгій Яроцький (1941—1955),
- о. Андрій Ментух (1955—1960),
- о. Федір Мельничук (1969—1973),
- о. Іван Джиджора (з 2001).